# Грабовский, Дамиан
Да́миан Грабо́вский (пол. Damian Grabowski; 12 мая 1980, Ополе) — польский боец смешанного стиля, выступает на профессиональном уровне начиная с 2007 года. Известен по боям на турнирах таких крупных организаций как Bellator и M-1 Global, владел титулом чемпиона M-1 в тяжёлой весовой категории (2013—2014).

## Биография
Дамиан Грабовский родился 12 мая 1980 года в городе Ополе. В молодости активно занимался разными видами борьбы, выступал на соревнованиях по бразильскому джиу-джитсу и грэпплингу, имеет коричневый пояс по БДД, является чемпионом Европы и финалистом чемпионата мира в этом виде спорта.
В профессиональных боях по смешанным правилам дебютировал в 2007 году, дрался на различных турнирах в Польше, Литве, Австрии, Голландии, Англии — к 2010 году имел внушительный послужной список из двенадцати побед без единого поражения, благодаря чему получил приглашение принять участие в турнирах престижной американской организации Bellator.
Участвовал в третьем сезоне гран-при тяжеловесов Bellator: в четвертьфинальном бою единогласным решением судей победил Скотта Барретта, но в полуфинале с тем же результатом потерпел поражение от Коула Конрада, который в итоге стал победителем гран-при и завоевал чемпионский пояс.
Несмотря на неудачу, Грабовский продолжил участвовать в боях, провёл два успешных боя в Польше, в том числе с помощью болевого приёма «кимура» взял верх над крепким американцем Эдди Санчесом, после чего в 2012 году вернулся в Bellator и единогласным решением судей победил Дейва Хукабу.
В 2013 году Дамиан Грабовский подписал контракт с крупным европейским промоушеном M-1 Global, где дебютировал с победы техническим нокаутом над литовцем Тадасом Римкявичусом, а позже удостоился права побороться за титул чемпиона в тяжелой весовой категории, который на тот момент принадлежал американцу Кенни Гарнеру. В середине третьего раунда он провёл удушающий приём «треугольник» руками, в результате чего Гарнер сдался и лишился своего чемпионского пояса.
Получив титул чемпиона, в 2014 году Грабовский защищал его в поединке с непобеждённым соотечественником Марчином Тыбурой, но потерпел поражение удушающим приёмом «север-юг». Позже в рамках M-1 Challenge в Китае дрался с представителем Латвии Константином Глуховым и победил его в третьем раунде ручным «треугольником».

## Статистика ММА (20-5)
| Результат | Рекорд | Соперник          | Способ                                 | Турнир                                                | Дата             | Раунд | Время | Место                   | Примечание |
| --------- | ------ | ----------------- | -------------------------------------- | ----------------------------------------------------- | ---------------- | ----- | ----- | ----------------------- | ---------- |
| Поражение | 20-5   | Чейз Шерман       | Единогласное решение судей             | UFC on Fox: Weidman vs. Gastelum                      | 22 июля 2017     | 3     | 5:00  | Юниондейл, США          |            |
| Поражение | 20-4   | Энтони Хэмилтон   | Нокаут ударами руками                  | UFC 201                                               | 30 июля 2016     | 1     | 0:14  | Атланта, США            |            |
| Поражение | 20-3   | Деррик Льюис      | Технический нокаут ударами руками      | UFC Fight Night: Hendricks vs. Thompson               | 6 февраля 2016   | 1     | 2:17  | Лас-Вегас, США          |            |
| Победа    | 20-2   | Константин Глухов | Удушающий приём «треугольник» руками   | M-1 Challenge 53: Битва в Поднебесной                 | 25 ноября 2014   | 3     | 1:47  | Пекин, Китай            |            |
| Поражение | 19-2   | Марчин Тыбура     | Техническая сдача удушением «север-юг» | M-1 Challenge 50: Битва на Неве (защита титула)       | 15 августа 2014  | 1     | 1:28  | Санкт-Петербург, Россия |            |
| Победа    | 19-1   | Кенни Гарнер      | Удушающий приём «треугольник» руками   | M-1 Challenge 44: Куликовская битва (чемпионский бой) | 30 ноября 2013   | 3     | 2:30  | Тула, Россия            |            |
| Победа    | 18-1   | Тадас Римкявичус  | Технический нокаут ударами руками      | M-1 Challenge 39                                      | 23 мая 2013      | 2     | 3:28  | Москва, Россия          |            |
| Победа    | 17-1   | Став Экономоу     | Раздельное решение судей               | MMA Attack 3                                          | 27 апреля 2013   | 3     | 5:00  | Катовице, Польша        |            |
| Победа    | 16-1   | Дейв Хукаба       | Единогласное решение судей             | Bellator 67                                           | 4 мая 2012       | 3     | 5:00  | Рама, Канада            |            |
| Победа    | 15-1   | Эдди Санчес       | Болевой приём «кимура»                 | MMA Attack 2                                          | 27 апреля 2012   | 2     | 2:02  | Катовице, Польша        |            |
| Победа    | 14-1   | Хоаким Феррейра   | Удушающий приём «гильотина»            | MMA Attack                                            | 5 ноября 2011    | 1     | 2:57  | Варшава, Польша         |            |
| Поражение | 13-1   | Коул Конрад       | Единогласное решение судей             | Bellator 29 (полуфинал)                               | 16 сентября 2010 | 3     | 5:00  | Милуоки, США            |            |
| Победа    | 13-0   | Скотт Барретт     | Единогласное решение судей             | Bellator 25 (четвертьфинал)                           | 19 августа 2010  | 3     | 5:00  | Чикаго, США             |            |
| Победа    | 12-0   | Михал Кита        | Технический нокаут (остановка врачом)  | BOTE: Grabowski vs. Kita                              | 12 июня 2010     | 1     | 3:25  | Гдыня, Польша           |            |
| Победа    | 11-0   | Дион Старинг      | Рычаг локтя                            | BOTE: Chahbari vs. Souwer                             | 30 января 2010   | 2     | 2:44  | Зютфен, Нидерланды      |            |
| Победа    | 10-0   | Кирил Ханджийский | Удушение сзади                         | FX3: Rough Justice                                    | 13 июня 2009     | 1     | 1:27  | Лондон, Англия          |            |
| Победа    | 9-0    | Миодраг Петкович  | Удушение сзади                         | UCFC: 20,000 Dollar Tournament                        | 4 апреля 2009    | 2     | 3:48  | Вена, Австрия           |            |
| Победа    | 8-0    | Линкон Родригес   | Болевой приём «кимура»                 | UCFC: 20,000 Dollar Tournament                        | 4 апреля 2009    | 1     | 2:24  | Вена, Австрия           |            |
| Победа    | 7-0    | Мартиньш Эгле     | Технический нокаут ударами руками      | UCFC: 20,000 Dollar Tournament                        | 4 апреля 2009    | 1     | 0:29  | Вена, Австрия           |            |
| Победа    | 6-0    | Эльведен Тукич    | Технический нокаут ударами руками      | UCFC: 20,000 Dollar Tournament                        | 4 апреля 2009    | 1     | 1:24  | Вена, Австрия           |            |
| Победа    | 5-0    | Мартин Чермак     | Сдача ударами руками                   | Pro Fight 3                                           | 22 февраля 2009  | 1     | 1:02  | Ольштын, Польша         |            |
| Победа    | 4-0    | Дейвидас Банаитис | Удушающий приём «треугольник» руками   | Bushido Lithuania: Hero's 2008                        | 8 ноября 2008    | 2     | 1:52  | Вильнюс, Литва          |            |
| Победа    | 3-0    | Дион Старинг      | Рычаг локтя                            | Fight Sensation 3                                     | 24 мая 2008      | 1     | 0:0   | N/A                     |            |
| Победа    | 2-0    | Иренеуш Холева    | Технический нокаут ударами руками      | Mielnie Gala                                          | 18 июля 2007     | 1     | 0:00  | Мельно, Польша          |            |
| Победа    | 1-0    | Павел Кубяк       | Технический нокаут (остановка врачом)  | Gladiator's Series                                    | 24 июня 2007     | 1     | 1:33  | Тыхы, Польша            |            |